# 山口恵梨子
山口 恵梨子（やまぐち えりこ、1991年10月12日 - ）は、日本将棋連盟所属の女流棋士。堀口弘治七段門下。女流棋士番号は39（2011年3月31日までの旧番号は旧63）。
鳥取県東伯郡三朝町出身。山脇学園高等学校を経て、白百合女子大学卒業。

## 棋歴

### 女流プロになるまで
6歳・小学1年生のときアマ四段の父親に将棋を習う。その1週間後に地元の将棋まつりで先崎学七段（当時）に十枚落ちで教わり、プロのすごさに感動する。このときから早くも女流棋士になることを志し、毎日将棋道場に通いつめるようになる。そして、小学3年生のころにはアマ二段となり、二枚落ちでプロ（当時四段の渡辺明）に教わることができるほどまで上達する。
2002年、女流アマ名人戦A級で優勝。
2003年に女流棋士の育成機関である女流育成会に入会。2005年度前期に昇級点を獲得し、2007年度後期に2度目の昇級点を獲得して2008年4月1日付けで女流棋士となった。

### 女流プロ入り後
2009年3月25日、第36期女流名人位戦の予選で勝ち、B級リーグ入りを果たした。それにより、女流棋士昇段級規定の1級の条件を満たし、女流1級に昇級した。
2009年度、年間成績で10勝10敗と5分の成績を挙げ、女流棋士昇段級規定の初段の条件を満たし、2010年4月1日付で女流初段に昇段した。
2016年5月25日、第43期女流名人リーグで清水市代に勝ち、女流初段昇段後60勝で女流二段に昇段した。
2024年1月31日、大成建設杯第6期清麗戦予選で中澤沙耶に勝ち、女流二段昇段後100勝で女流三段に昇段した。

## 棋風
- 得意戦法は中飛車。
- 激しい攻め将棋の棋風から「攻める大和撫子」の異名を持つ[9]。

## 人物
- 出身地は鳥取県。しかし父の故郷で本籍があるのみで、生まれは大阪府、2歳から東京都在住と述べている[10]。
- 現在も祖父が東伯郡三朝町在住でほぼ毎年訪れており、その縁で同町で自身の名を冠した将棋大会を開いている[11]。
- 2008年に女流棋士になった時の憧れの棋士は上田初美[1]。
- 2010年度後期の「NHK将棋講座」で、講師・高橋道雄のアシスタントを務める。
- 愛称は「エリリン」[12]。
- ニコニコ生放送等の将棋番組で司会・進行を務めることが多い。
- 2023年1月8日放送のNHKＥテレ番組「将棋フォーカス」にて、一般男性と昨年入籍したことを報告した[13]。

## 昇段履歴
昇段・昇級規定は、将棋の段級 を参照。
- 2003年04月00日： 女流育成会入会[4]
- 2008年04月01日： 女流2級（女流育成会昇級点2回目 = 昇級点1回目は2005年度前期）[1] = プロ入り
- 2009年03月25日： 女流1級（女流名人位戦B級リーグ入り）[5]
- 2010年04月01日： 女流初段（年度成績指し分け以上・7勝以上／2009年度10勝10敗）[6]
- 2016年05月25日： 女流二段（勝数規定／女流初段昇段後公式戦60勝、女流通算73勝）[7]
- 2024年01月31日： 女流三段（勝数規定／女流二段昇段後公式戦100勝、女流通算173勝154敗）[8][14][15]

## 主な成績

### 棋戦優勝
- 2008年、第3回白瀧あゆみ杯争奪戦 準優勝
- 2009年、第4回白瀧あゆみ杯争奪戦 準優勝

### 年度別成績
女流公式棋戦
- 2024年度
  - 年度成績 27局 14勝13敗（勝率0.5185）[16]
  - 通算成績 357局 189勝168敗（勝率0.5294）〈2025年3月31日対局分まで〉[17]

公式棋戦（「男性棋戦」）
- 2011年度
  - 年度成績 1局 0勝1敗（勝率 0.0000）[18]
- 2012年度 - 2024年度
  - 年度成績（期間合計） 0局 -勝-敗（勝率 -.----）[19]
  - 通算成績 1局 0勝1敗（勝率0.0000）〈2025年3月31日対局分まで〉[17]

## 出演

### テレビ
- バイキング（フジテレビ） - 将棋の話題の際に不定期出演[20]
- 将棋フォーカス（2022年4月 - 、NHK Eテレ） - MC、サバンナ高橋と共演

### ウェブテレビ
- NonStop ひふみん（2017年5月19日、6月2日、FRESH!） - 進行役
- AbemaTV初級講座（2017年4月配信開始、AbemaTV）[21]
- P-Sports〜目指せ、ポケモンバトルマスター!〜（2018年3月17日、AbemaTV ウルトラゲームス） - 挑戦者として参加
- チーム対抗 詰将棋カラオケ（2018年4月9日、ニコニコ生放送）[22] - 司会
- 叡王戦記念特番 東西対抗 詰将棋カラオケ（2019年3月30日、ニコニコ生放送）[23] - 司会

### ゲーム
- 将棋新世紀 PonaX（ポナックス）（2014年5月30日、マイナビ）読み上げ　※パソコン用ソフト[24]
- 千里の棋譜～現代将棋ミステリー～（2020年2月27日、KEMCO、ミスタ・ストーリーズ）※PS4/Nintendo Switch/PC（Steam）用ソフト、推理ゲーム

### DVD
- 詰手筋DVDブック(2018年7月24日、浦野真彦 著 ルーク)　付属DVDで聞き手として参加

## 著作
- アライコウ 著「将棋文化・歴史・専門用語がわかる! 将棋番組が10倍楽しくなる本」(2019年5月25日、ビジネス教育出版社) コラムを執筆
- さくらはな。& 山口恵梨子 著「山口恵梨子（えりりん）の女流棋士の日々」(2020年11月26日、竹書房)  将棋のプロって普段はどんな生活してるの?そんな疑問を解消するために山口恵梨子女流二段に密着。対局、解説、レポーター、イベント、インタビューなどのお仕事から、ゲーム、温泉旅行、お買い物、食事などのプライベートにまで迫る。女流棋士の日常の秘密が明かされるゆるふわエッセイ。
- さくらはな。& 山口恵梨子 著「山口恵梨子（えりりん）の女流棋士の日々　攻める大和撫子編」(2022年5月26日、竹書房) 「山口恵梨子（えりりん）の女流棋士の日々」の続編[25]
- 「将棋・読むだけレッスン 初段を目指そう！」(2023年8月29日、マイナビ出版)
- さくらはな。& 山口恵梨子 著「山口恵梨子（えりりん）の女流棋士の日々 将棋のお仕事出張編」(2024年2月29日、竹書房) ISBN 9784801938885 「山口恵梨子（えりりん）の女流棋士の日々」の3巻目[26]。